# 하성민 (축구 선수)
하성민(河成敏, 1987년 6월 13일 ~ )은 대한민국의 전 축구 선수이며 현역 시절 포지션은 미드필더였으며 하대성 현 제주 유나이티드 공격 코치의 친동생이다.

## 축구인 경력

### 선수 경력
2006년 인천 유나이티드에 입단하였으나 경기에 출전하지 못하였고 2008년 전북 현대 모터스로 이적하였다. 2008 시즌 리그 데뷔전을 치렀으며 시즌 6경기에 출전하였다. 2010년 부산 아이파크로 임대 이적하였으나 1경기 출전에 그쳤다.
2012년에는 군 복무를 위해 상주 상무에 입대하여 2013년에 군 복무를 마쳤다.
2014년 초기에는 카타르 리그의 무아이다르 SC로 이적하여 활약하다가, 여름 이적시장을 통해 울산 현대에 입단하여 6개월 만에 K리그로 복귀하였다.
2014 시즌 종료 후 울산과 재계약을 체결하였으며, 2015 시즌을 앞두고 부주장으로 선임되었다.
2016년 6월 11일에 있었던 상주 상무와의 홈 경기에서 프로 데뷔 10년 만에 골을 기록하여 팀의 1-0 승리를 기여하였다.
2016 시즌 후, 자유계약선수로 공시되었으며, 일본 J2리그의 교토 상가 FC로 이적하였다. 하성민은 교토 상가에서 25경기에 출전하여 2개의 어시스트를 기록했고, 시즌 종료 이후 팀과 재계약을 맺지 않으며 떠났다. 2017년 시즌 종료후 2018년 K리그 클래식 경남 FC로 이적하였다.